# La pioggia gialla
La pioggia gialla (in spagnolo La lluvia amarilla) è un romanzo scritto da Julio Llamazares nel 1988. In Italia è stato pubblicato nel 1993 dalla casa editrice Einaudi.
In questo romanzo, Llamazares torna ad usare un lessico vivo, preciso e genuino, per creare un clima poetico e un universo molto personali. Il racconto si dipana attraverso rievocazioni in cui la memoria di una persona diventa il prolungamento della vita di cose e individui, che fanno di questo romanzo, a tratti, un racconto dell'orrore.

## Trama
Si tratta del monologo di Andrés de Casas Sosas, ultimo abitante di Ainielle, un paese oggi disabitato sui Pirenei, in Aragona. Attraverso i suoi ricordi, Andrés rivive la storia della sua terra, delle persone che l'abitavano e che poi sono morte o se ne sono andate, dimenticandolo. Il passare del tempo e la memoria sono rappresentati dall'autunnale pioggia che si colora del giallo delle foglie degli alberi, dalla neve e dallo scorrere del fiume.

## Edizioni
- Julio Llamazares, La pioggia gialla, traduzione di Einaudi, collana Nuovi Coralli, editore, 1993,  pp. 151, cap. 20, ISBN 88-06-12131-6.